# Iraceminha
Iraceminha är en kommun i Brasilien.   Den ligger i delstaten Santa Catarina, i den södra delen av landet, 1 400 km söder om huvudstaden Brasília. Antalet invånare är 4 253.
Omgivningarna runt Iraceminha är en mosaik av jordbruksmark och naturlig växtlighet. Runt Iraceminha är det ganska glesbefolkat, med 38 invånare per kvadratkilometer.